# Xenostrobus securis
Xenostrobus securis är en musselart som först beskrevs av Jean-Baptiste Lamarck 1819.  Xenostrobus securis ingår i släktet Xenostrobus och familjen blåmusslor. Inga underarter finns listade i Catalogue of Life.
Höger och vänster klaff av samma exemplar:

Höger klaff
Vänster klaff